# Portimonense Sporting Clube 2010-2011

## Rosa
| N. |                       | Ruolo | Calciatore                |
| -- | --------------------- | ----- | ------------------------- |
| 1  | Portogallo (bandiera) | P     | Hugo Ventura              |
| 2  | Brasile (bandiera)    | D     | João Paulo                |
| 3  | Portogallo (bandiera) | D     | André Pinto               |
| 4  | Brasile (bandiera)    | D     | João Paulo di Fábio ()    |
| 5  | Portogallo (bandiera) | D     | Ricardo Pessoa (capitano) |
| 6  | Portogallo (bandiera) | C     | Pedro Moita               |
| 7  | Mozambico (bandiera)  | C     | Eduardo Jumisse           |
| 8  | Brasile (bandiera)    | C     | Elias ()                  |
| 9  | Portogallo (bandiera) | C     | Ivanildo ()               |
| 10 | Brasile (bandiera)    | C     | Aragoney                  |
| 11 | Capo Verde (bandiera) | A     | Lito                      |
| 15 | Portogallo (bandiera) | C     | Pedro Moreira             |
| 16 | Capo Verde (bandiera) | D     | Nilson                    |

| N. |                       | Ruolo | Calciatore           |
| -- | --------------------- | ----- | -------------------- |
| 19 | Brasile (bandiera)    | D     | Pedro Alves da Silva |
| 20 | Portogallo (bandiera) | A     | Jorge Pires          |
| 21 | Sudafrica (bandiera)  | A     | Calvin Kadi          |
| 22 | Portogallo (bandiera) | A     | Daniel Candeias      |
| 24 | Portogallo (bandiera) | P     | Pedro Silva          |
| 25 | Brasile (bandiera)    | C     | Soares               |
| 26 | Portogallo (bandiera) | D     | Rúben Fernandes      |
| 27 | Colombia (bandiera)   | D     | Carlos Valencia      |
| 30 | Mozambico (bandiera)  | A     | Hélder Pelembe       |
| 77 | Brasile (bandiera)    | A     | Renatinho            |